# Windows Server
Windows Server é uma família de sistemas operacionais Microsoft Windows baseado na arquitetura NT direcionada para uso em servidores.

## Versões
Várias versões do Windows estão incluídas na família de sistemas para servidores:
- Windows Server 2025
- Windows Server 2022
- Windows Server 2019
- Windows Server 2016
- Windows Server 2012
- Windows Server 2008
- HPC Server 2008
- Home Server
- Home Server 2011
- Small Business Server
- Essential Business Server
- Windows Server 2003
- Windows 2000 Server Edition
- Windows NT Server